# Mission: Impossible – Ghost Protocol
Mission: Impossible – Ghost Protocol – czwarty film z serii Mission: Impossible opowiadającej o przygodach agenta Ethana Hunta. 
W głównego bohatera po raz kolejny wcielił się Tom Cruise. Film wyreżyserował Brad Bird (Simpsonowie, Iniemamocni, Ratatuj). Jest to pierwszy film z serii, którego producentem nie jest Paula Wagner, za produkcję odpowiadali zaś Tom Cruise, J.J. Abrams (reżyser trzeciego filmu) oraz Bryan Burk. Jest to pierwszy film z serii, który ukazał się w kinach IMAX.

## Fabuła
Agent IMF Ethan Hunt oraz jego współpracownicy zostają oskarżeni o dokonanie ataku terrorystycznego na Kreml. Ścigany przez Rosjan i Amerykanów zespół musi powstrzymać „Cobalta” przed rozpętaniem wojny jądrowej.

## Obsada
- Tom Cruise – Ethan Hunt
- Jeremy Renner – Brandt
- Simon Pegg – Benji Dunn
- Paula Patton – Jane Carter
- Władimir Maszkow – Anatoli Sidorow
- Léa Seydoux – Sabine Moreau
- Mikael Nyqvist – Kurt Hendricks („Cobalt”)
- Anil Kapoor – Brij Nath
- Josh Holloway – Trevor Hanaway
- Tom Wilkinson – szef IMF
- Ving Rhames – Luther Stickell (niewymieniony w czołówce)

## Produkcja
Zdjęcia rozpoczęły się 30 września 2010 roku i były realizowane w Budapeszcie, Moskwie, Dubaju, Pradze, Mumbaju i Vancouver.